# The Feeble Files
The Feeble Files je počítačová hra, žánrově point-and-click adventura od společnosti Adventure Soft.
Hra byla vydána v roce 1997 pro PC, později vyšly verse pro Mac a Amigu; Ve Spojených státech hra vyšla až v roce 2002.
Ve hře je přítomný britský humor, podobný jako ve hrách Simon The Sorcerer (1&2), které byly vydány rovněž společností Adventure Soft.
Hra je podporována ScummVM od jeho novější verse (0.9.1.), před hraním, však hráč musí zkonvertovat složitějším postupem několik video souborů obsažených ve hře do jiného formátu (*.smk na *.dxa), pomocí aplikace Rad Tools, více se dočte v readme v adresáři ScummVM/README.txt a ScummVM/Tools/README.txt (ScummVM i tools se dají stáhnout z oficiální stránky programu 1).